# Любовь с риском для жизни
«Любовь с риском для жизни» (оригинальное название: La chance de ma vie с фр. — «Шанс моей жизни») — французская комедия, снятая режиссёром Николя Кушом. Мировая премьера состоялась 5 ноября 2010 года.

## Сюжет
Джулиан работает семейным психологом, однако в своей личной жизни он не успешен. Всех его девушек начинают преследовать неудачи, как только они начинают встречаться. Однажды на свадьбе Джулиан встречает Джоанну, дизайнера, которая находится на взлёте карьеры — она начала участвовать в важном проекте своей фирмы. Они начинают встречаться, и с Джоанной начинают происходить различные неприятности и неловкие ситуации. После того, как она попадает в больницу и теряет работу, пара решает расстаться. Джоанна опять начинает работать над проектом, а Джулиан обращается к психологу, с помощью которого он вспоминает истоки своей проблемы и, как ему кажется, решает её, однако это не помогает, и он уходит в монастырь. Проект Джоанны принимают, и на вечере после презентации она понимает, что на самом деле это была не неудача, а стечение обстоятельств, которые привели её к успеху. Джоанна и Джулиан воссоединяются.

## В ролях
| Актёр                  | Роль                                 |
| ---------------------- | ------------------------------------ |
| Виржини Эфира          | Джоанна Сорини                       |
| Франсуа-Ксавье Демезон | Джулиан Монье                        |
| Армель Дойч            | Софи подруга и коллега Джоанны       |
| Рафаэль Персонна       | Мартин Дюпон сын Максима Дюпона      |
| Брижит Роюан           | Лиди мать Джоанны                    |
| Тома Н’Жижоль          | Винсент друг Жюльена                 |
| Ив Жак                 | Максим Дюпон                         |
| Мари-Кристин Адам      | Доминик мать Жюльена                 |
| Эли Семун              | Филипп Маркус дизайнер, босс Джоанны |
| Франсис Перрен         | Франсуа отец Жюльена                 |
| Фрэнк Молинаро         | Андре                                |

## Прокат
Премьера в Турции состоялась 1 июля 2011 года, в Казахстане, России и на Украине — 28 июля 2011 года, в Сингапуре — 31 мая 2012 года.

## Оценка
Отзывы критиков в основном были средние. Основным недостатком фильма критики нашли отсутствие оригинальности, подобный сюжет уже был использован в американской комедии 2006 года «Поцелуй на удачу», а также многие ситуации ранее встречались в комедийных фильмах — сцена в лифте, с фонтаном.